# Jacky Hardy
Pour les articles homonymes, voir Hardy.
Jacky Hardy (né le 26 août 1953 à Lillebonne,) est un coureur cycliste français, professionnel en 1978 et en 1979.

## Biographie
En 1960, Jacky Hardy devient vice-champion de France cadets (moins de 17 ans). Quatre ans plus tard, il se classe deuxième du championnat régional de Normandie chez les élites. 
En 1974, il est sacré champion de France des comités, avec ses coéquipiers normands Christian Lefèbvre, Jean-Marie Vasseur et Jacky Gadbled. La même année, il participe au championnat du monde du contre-la-montre par équipes à Montréal, sous les couleurs de l'équipe de France. Avec ses coéquipiers français, il se classe 14e, à plus de neuf minutes des Suédois vainqueurs de cette course. 
En 1976, il remporte une étape de la Route de France et du Tour d'Émeraude, qu'il termine à la deuxième place. Il s'impose par ailleurs sur une étape de la Course de la Paix en 1977.
Il passe finalement professionnel en 1978 dans l'équipe Fiat. Avec cette formation, il se classe deuxième du prologue du Tour de Corse, son meilleur résultat chez les professionnels. Il participe aussi au Tour de France, où il est éliminé lors de l'étape de l'Alpe d'Huez.

## Palmarès et résultats

### Palmarès par année
- 1969
  - 2e du championnat de France sur route cadets
- 1973
  - 2e du championnat de Normandie
- 1974
  -  Champion de France des comités
  - 2e de Paris-Blois
- 1976
  - 1re étape du Tour d'Émeraude
  - 4e étape de la Route de France
  - 2e du Tour d'Émeraude
  - 3e du Grand Prix de Gerponville
- 1977
  - 12e étape de la Course de la Paix

### Résultats sur les grands tours

#### Tour de France
1 participation 
- 1978 : hors délais (18e étape)